# 加藤恵 (声優)
加藤 恵（かとう めぐみ、4月5日 - ）は、日本の女性声優。鹿児島県出身。以前はイエローテイル（ジュニア）に所属していた。

## 出演
太字はメインキャラクター

### テレビアニメ
- FAIRY TAIL（2010年、ロキの女）

### ゲーム
2011年
- アンジェリーク 魔恋の六騎士（ソフィー）
- 神なる君と（猫神タマ[1]）
- 華ヤカ哉、我ガ一族　キネマモザイク
- FAIRY TAIL PORTABLE GUILD 2（ソフィア）

2012年
- 桜花センゴク! Portable（木下藤吉郎ちゃん）
- エルクローネのアトリエ 〜Dear for Otomate〜
- バクダン★ハンダン（真の母）

2013年
- 鬼ごっこ! Portable（住吉暮葉[2]）
- 1/2 summer+（忍坂つぐみ[3]）